# Canistrum cyathiforme
Canistrum cyathiforme är en gräsväxtart som först beskrevs av Vell., och fick sitt nu gällande namn av Carl Christian Mez. Canistrum cyathiforme ingår i släktet Canistrum och familjen Bromeliaceae. Inga underarter finns listade i Catalogue of Life.